# Олійник Микола Олексійович
Микола Олексійович Олі́йник (нар. 2 червня 1953, Київ) — український скульптор; член Спілки радянських художників України з 1983 року. Син скульптора Олексія Олійника та художниці Ніни Волкової; брат художниці Наталії Григорової.

## Біографія
Народився 2 червня 1953 року в місті Києві. 1977 року закінчив Київський художній інститут, де навчався, зокрема, у Василя Бородая. Мешкає у Києві, в будинку по вулиці Олеся Гончара, № 12, квартира № 9.

## Творчість
Серед робіт:
- меморіал жертвам фашизму в селі Кортелісах (1980, у співавторстві)[1];
- «Жнива-41» (1987)[1];
- пам'ятник Адальберту Ерделі та Йосипу Бокшаю в Ужгороді (1992)[1];
- «Свята Трійця» (1993)[1];
- меморіальний комплекс пам'яті воїнів України, полеглих в Афганістані у Києві (1994—1999)[1];
- Архістратиг Михаїл (Куровський) у Донецьку (2002)[4];
- пам'ятник Сергію Корольову в Києві (18 січня 2007)[5];
- пам'ятник Ігорю Сікорському в Києві (14 травня 2008)[6]

|                                              |                    |                                 |                            |                             |
| Пам'ятник Адальберту Ерделі та Йосипу Бокшаю | Пам'ятник афганцям | Архістратиг Михаїл (Куровський) | Пам'ятник Сергію Корольову | Пам'ятник Ігорю Сікорському |

## Відзнаки
- Грамота Президії Верховної Ради УРСР (1980)[1];
- Заслужений художник України з 2000 року[1];
- Народний художник України з 16 січня 2009 року (за вагомий особистий внесок у справу консолідації українського суспільства, розбудову демократичної, соціальної і правової держави та з нагоди Дня Соборності України)[7].